# دينو داينز
دينو داينز (بالإنجليزية: Dino Dines)‏ هو موسيقي بريطاني، ولد في 17 ديسمبر 1944 في Hertford ‏ في المملكة المتحدة، وتوفي في 28 يناير 2004 بسبب نوبة قلبية.

## وصلات خارجية
- دينو داينز على موقع IMDb (الإنجليزية)
- دينو داينز على موقع ميوزك برينز (الإنجليزية)
- دينو داينز على موقع ديسكوغز (الإنجليزية)
- دينو داينز على موقع ديسكوغز (الإنجليزية)